# Francesco da Petriolo
Beato Francesco da Petriolo (Petriolo, 1270 – Arzni, 16 marzo 1314) è stato un religioso italiano.

## Biografia
Religioso nato a Petriolo, per antica tradizione è conosciuto anche con l’originario cognome di Ciccioli  Entrato nell’ordine francescano, si reca a predicare in Armenia insieme ai suoi confratelli Monaldo da Ancona e Antonio Cantoni da Milano. Del martirio di questi francescani si conserva una relazione abbastanza ampia e contemporanea di Carlino Grimaldi, guardiano di Trebisonda. Inviati come missionari nell'Armenia, non solo ebbero a cuore la condizione dei cattolici ivi dimoranti, ma si prodigarono soprattutto per convertire alla fede cristiana i musulmani del luogo. Il venerdì della terza settimana di Quaresima, 16 marzo 1314 (alcuni autori sostengono che l'anno sia il 1286), mentre gli ardenti predicatori annunziavano le verità evangeliche, furono arrestati e condotti nella pubblica piazza della città. Un saraceno che, mosso a compassione, aveva cercato di difenderli, fu ucciso all'istante. Giunti nella piazza, confessarono ancora davanti al tribunale la loro fede in Cristo. I musulmani allora si scagliarono contro di loro con le spade, ferendoli gravemente; amputarono loro gli arti, mentre essi nei tormenti raccomandavano le loro anime a Dio. Furono alfine decapitati. Mentre i corpi erano abbandonati sulla piazza, gli arti e le teste furono appesi alle porte e alle mura della città sotto la sorveglianza dei soldati; quindi i corpi furono gettati in aperta campagna, perché fossero divorati dalle belve.
Un sacerdote armeno, con l'aiuto di alcuni cristiani e a sue spese, riuscì a raccogliere i resti delle vittime e a dar loro un'onorata sepoltura. Sulla loro tomba un cieco riacquistò la vista. La domenica del Buon Pastore, il 28 aprile dello stesso anno, si fece la traslazione delle reliquie. La venerazione degli Armeni verso questi servi di Dio era tanta che il patriarca li canonizzò iscrivendoli nel catalogo dei santi armeni e imponendo il digiuno nella vigilia del martirio.